# Luca Scinto
Luca Scinto (Fucecchio, Florència, Toscana, 28 de gener de 1968) és un ciclista italià, que fou professional entre 1994 i 2002. En retirar-se passà a desenvolupar tasques de director esportiu en diferents equips ciclistes. En el seu palmarès destaca el Tour de Langkawi de 1997 i el Giro de la Toscana de 1999.

## Palmarès
- 1990
  - 1r al Giro delle Valli Aretine
- 1993
  - 1r al Gran Premi de la indústria i el comerç artesanal de Carnago
- 1995
  - 1r al Gran Premi de la vila de Camaiore
  - 1r al Tour de Berna
- 1997
  - 1r al Tour de Langkawi i vencedor d'una etapa
- 1999
  - 1r al Giro de la Toscana
- 2000
  - Vencedor d'una etapa a l'Uniqa Classic

### Resultats al Tour de França
- 1997. 120è de la classificació general

### Giro d'Itàlia
- 1994. 86è de la classificació general
- 1998. Fora de contral (17a etapa)
- 2001. 109è de la classificació general